# Нагрудний знак «За безпеку народу»
Нагрудний знак «За безпеку народу» — відомча заохочувальна відзнака Міністерства внутрішніх справ України.

## Історія нагороди
- Нагрудний знак «За безпеку народу» встановлений як одна із відомчих заохочувальних відзнак Міністерства внутрішніх справ України відповідно до Положення про відомчі заохочувальні відзнаки Міністерства внутрішніх справ України, затв. Наказом МВС України від 21.03.2012 р. № 217[1].
- 30 травня 2012 року вийшов Указ Президента України, яким затверджено нове положення про відомчі заохочувальні відзнаки; міністрам, керівникам центральних органів виконавчої влади, керівникам (командувачам) військових формувань, державних правоохоронних органів було доручено забезпечити в установленому порядку перегляд актів про встановлення відомчих заохочувальних відзнак, приведення таких актів у відповідність із вимогами цього Указу[2].
- Протягом 2012—2013 років Міністерством внутрішніх справ України була розроблена нова система заохочувальних відзнак, що була затверджена наказом Міністерства внутрішніх справ України від 18 січня 2013 року № 38 «Про відомчі заохочувальні відзнаки Міністерства внутрішніх справ України»[3]. Цим наказом була залишена відзнака з попереднього Положення — нагрудний знак «За безпеку народу».

## Положення про відзнаку
- Нагрудним знаком «За безпеку народу» нагороджуються особи начальницького складу органів внутрішніх справ, військовослужбовці внутрішніх військ МВС України, працівники системи МВС України, які мають вислугу (стаж роботи) в системі МВС України понад 10 років (у календарному обчисленні), за досягнення високих показників у службовій діяльності, особисту мужність, сміливі і самовіддані дії, виявлені при виконанні службового або військового обов'язку.
- Гранична кількість відзначених нагрудним знаком «За безпеку народу» протягом календарного року не може перевищувати 3 тисяч осіб.
- Нагородження одним і тим же нагрудним знаком повторно не здійснюється.
- Відзнаки і посвідчення до них після смерті нагородженого залишаються в його родині.
- Позбавлення відзнаки здійснюється наказом Міністерства внутрішніх справ України за підписом Міністра внутрішніх справ України або особи, яка виконує його обов'язки, у разі засудження відзначеного за скоєння злочину згідно з вироком суду, який набрав законної сили.

## Опис відзнаки
Відзнака має форму восьмикутної променистої зірки з розбіжними променями.
У центрі зірки вміщено круглий синього кольору медальйон, який має жовтий обідок з двома пружками, на якому в верхній частині — напис «За безпеку народу», а в нижній — зображення рослинного орнаменту.
У центрі медальйона на білому тлі розташовано малий Державний Герб України, оздоблений орнаментом.
Вертикальні та горизонтальні промені зірки, зображення та напис на медальйоні — жовтого кольору. Діагональні промені зірки — білого матового кольору.
Діаметр відзнаки — 45 мм.
На зворотному боці відзнаки передбачено місце для порядкового номера та розміщено застібку для кріплення до одягу (нарізний штифт з гайкою).
Стрічка до відзнаки — муарова шириною 28 мм, жовтого кольору з поздовжніми кольоровими смужками: зліва — синя, 9 мм; справа, на відстані 6 мм від краю, — біла, 7 мм.
Планка до відзнаки — 28×12 мм, обтягнута відповідною стрічкою.

## Порядок носіння відзнаки
- Відзнаки у вигляді нагрудних знаків носяться з правого боку грудей і розміщуються нижче знаків державних нагород України та іноземних державних нагород у такій послідовності: «За безпеку народу», «За відвагу в службі», «За відзнаку в службі».
- За наявності в особи декількох нагрудних знаків носиться не більше трьох таких знаків.
- Замість відзнак нагороджена особа може носити планки до них, які розміщуються після планок до державних нагород України та іноземних державних нагород.